# Angelic
angelic（アンジェリック）は、2009年のSUPER GTイメージガールを務めた、女性4人からなるアイドルグループである。
通算11代目、SUPER GTになってから5代目となった本ユニットは、イメージガール史上初めてユニット名を公募し、同年4月18日に鈴鹿サーキットで開催されたGT第2戦で発表された。ちなみにユニット名が小文字の英語表記となったのは2004年の「vivace」以来である。
関東地方（東京都含む）出身メンバーがいない唯一のGTイメージガールユニットである。

## メンバー
※生年月日順
| 名前 （よみ）            | 所属事務所 （活動当時）    | プロフィール                            | 備考                                         |
| ------------------------ | -------------------------- | --------------------------------------- | -------------------------------------------- |
| 実はる那 （じつ はるな） | ホリプロ                   | 1986年7月4日（38歳）、A型、奈良県出身   | HOP CLUBメンバー                             |
| 花木衣世 （はなき いよ） | ニューゲートプロダクション | 1987年10月6日（37歳）、AB型、京都府出身 | 現在は「吉見衣世」と改名しマグニファイに移籍 |
| 鈴木咲 （すずき さき）   | プラチナムプロダクション   | 1987年11月3日（37歳）、O型、愛知県出身  | 現在はシネマクトに移籍                       |
| 永井麻央 （ながい まお） | プラチナムプロダクション   | 1991年10月19日（33歳）、O型、青森県出身 | 現在はアークプロダクションに移籍             |

メンバーについて

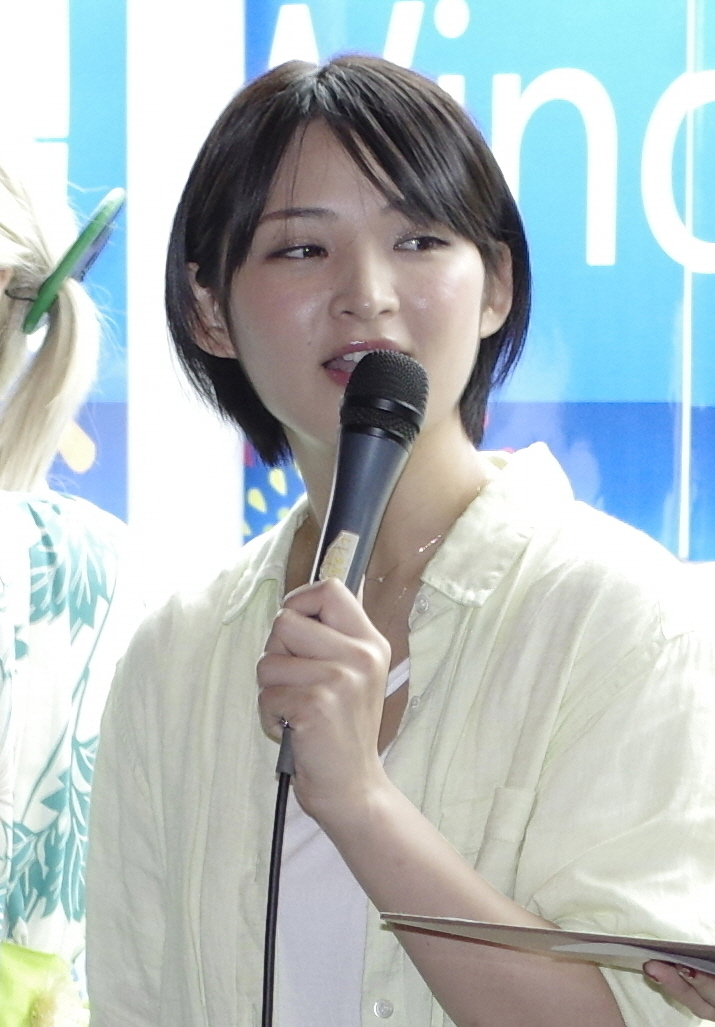
angelicのメンバーだった鈴木咲。イメージガール卒業後は「BA5」→「persolate」→「教育的指導!!せんせ〜しょん's」とユニットを渡り歩いた。（2015年7月31日撮影）

- 2009年度GTイメージガールはavexのホームページ上で一般公募の告知が掲載され、同年3月8日放送の「激走!GT」（テレビ東京系）でメンバー4人が発表されたが、結果的にはプラチナム2名＋別事務所2名という前年同様のユニット構成となった。例年、大手事務所所属で占められる事が多い中、花木は設立4年目のニューゲートプロダクションからの選出だった。また、2006年以降続いていたフェイスネットワークからの選出はなく[注 1]、例年主軸を占めるプラチナムからは鈴木と永井のみが選出された。そしてホリプロの実は2004年の番ことみ以来5年ぶりの選出となった。
- ちなみにメンバーのうち選出時点でのレースクイーン経験者は実はる那[注 2]のみであった。
- なお、花木は活動当時のプロフィールで1989年生まれと紹介されていたが[3]、実際は鈴木よりも1ヵ月早く生まれていたことになる。

## CD
※いずれもavex traxから発売
| タイトル                                               | 発売日         | 曲名                    |
| ------------------------------------------------------ | -------------- | ----------------------- |
| SUPER EUROBEAT presents SUPER GT 2009～FIRST ROUND～   | 2009年4月29日  | BABY DON'T CRY          |
| SUPER EUROBEAT presents SUPER GT ～ANNIVERSARY ROUND～ | 2009年8月5日   | WINGS OF FIRE           |
| TOKYO AUTOSALON 2010 presents EVOLUTION #06            | 2009年12月16日 | BABY GET MY FIRE TONITE |

楽曲について
- 「WINGS OF FIRE｣の演奏時間5分51秒は、それまでのGTイメージガール楽曲の最長記録だったvivace「On My Own」の5分34秒を5年ぶりに上回った（「BABY DON'T CRY」は5分14秒）。また、前年のAiry同様、1曲目と2曲目初披露時での衣装が異なっている。
- この年の11月7日と8日にツインリンクもてぎで行われたGT最終戦のステージにおいて、東京オートサロンのイメージガールユニット「A-class」[注 3]とのコラボを行うことが発表され、同年12月16日発売のオートサロン公認CDアルバムにコラボレーションソング『BABY GET MY FIRE TONITE』が収録。これによりangelicは年間で3曲の持ち歌が制作・発表されたこととなった[4]。これは歴代GTイメージガールとしては2001年の「PASSION」[注 4]と2002年の「wi☆th」[注 5]以来、史上3組目となる。

## その他
- 毎年5月上旬に発売される「GALS PARADISE スーパーGTレースクイーンオフィシャルガイドブック」（三栄[注 6]）の表紙を飾ったGTイメージガールユニットは本ユニットが最後となっている[注 7]。
- 6月のマレーシア戦では、「angelicと行くマレーシア・セパンサーキットツアー」の実施がアナウンスされ、撮影会も予定されていたが、参加人数が定員に達しなかったことにより中止[注 8]。2年連続してマレーシアにGTイメージガールメンバーが出演しない事態となった。
- 8月22日と23日に鈴鹿サーキットで行われたGT第6戦では、鈴木咲がインフルエンザにより欠席。10月17日と18日のオートポリス戦では花木が体調不良により欠席。ライブステージでは残る3人のパフォーマンスが見られる事態となった。
- 東京オートサロン出演からわずか1ヵ月後の2010年2月28日に花木衣世は所属していたニューゲートプロダクションを退所。さらに実はる那も同年4月3日付をもってホリプロを退所している。
- 4人の中で最年少だった永井麻央は2010年に「ARTA GALS」の一員となり、2011年は東京オートサロンのイメージガール「A-class」メンバーを務めていた。永井の離脱後も鈴木咲はプラチナムに在籍し続けていたが、2014年4月よりシネマクトに移籍した。なお活動当時、メンバーのうち鈴木のみ個人ブログがアメブロでなかったが、事務所移籍後の2014年9月14日よりアメブロを開始している[5]。
- 本ユニット解散後、2014年の「IA GIRL STARS」[注 9]まで5年間、4人編成のGTイメージガールユニットは途絶えることになる[6]。